# العقلين (صعدة)
العقلين هي إحدى قرى الجمهورية اليمنية. وهي تتبع جغرافيًا لمحافظة صعدة. وإداريًا لمديرية كتاف والبقع. يبلغ تعداد سكانها 1278 نسمة حسب الإحصاء الذي جرى عام 2004.